# Nasim Vahabi
Nasim Vahabi (en persan : نسیم وهابی), née en Iran en 1970, est une écrivaine irano-française. Elle vit et travaille à Paris.

## Biographie
Collaboratrice de Children's Book Council of Iran(l'antenne iranienne de IBBY), elle a rédigé plusieurs articles pour la revue iranienne Jahan-e_Ketab destinée aux professionnels du livre et a contribué à la préparation du numéro spécial de La Nouvelle Revue française dédié à la littérature persane. Ancienne libraire (Fnac-Paris) et chargée de cours en master professionnel éditions & librairie à l'Université du Mans (2005-2010), elle a toujours travaillé dans les milieux du livre et a publié des ouvrages en Iran et en France; trois de ses textes sont interdits de publication dans son pays (à cause de la censure),,.

## Études
Elle a fait ses études en Lettres modernes et classiques persanes à Téhéran. Elle a obtenu son Diplôme d'études approfondies à Paris en 2000 à l'Institut des langues orientales (sous la direction de Christophe Balaÿ), et son doctorat en littérature comparée à l’Université Paris Nanterre (sous la direction de Véronique Gely) en 2008,.

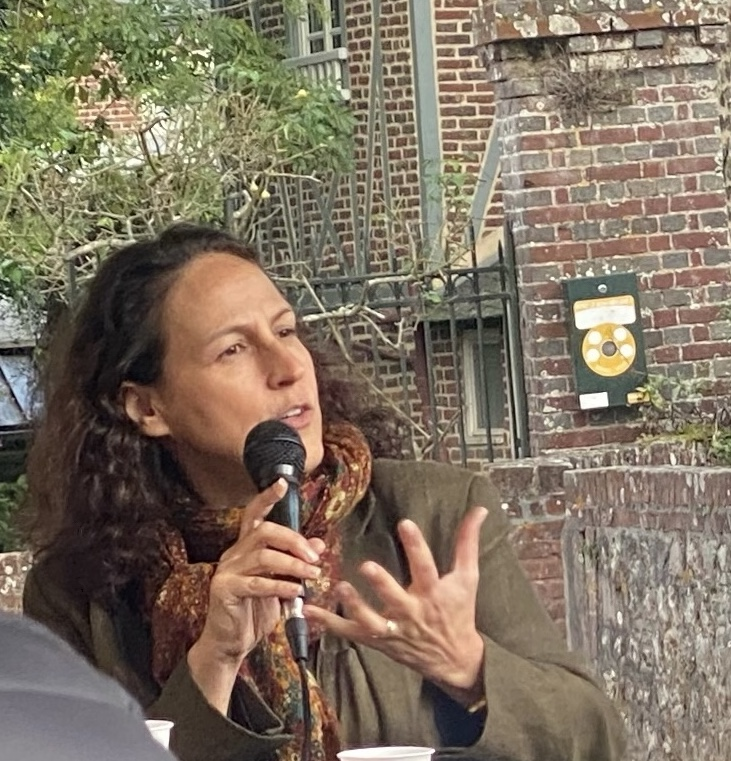

## Publications
En persan : 
- Yadam Miayad (persan: یادم می آید - je me souviens), éd. Nakoja, Paris, 2013  (ISBN 9782366122596)[9].
- Khâterat e yek dorooghgoo (persan: خاطرات یک دروغگو - mémoires d’un menteur), éd. Markaz[10] , Téhéran, 2017  (ISBN 9789642133703).
- Belit e bargasht (persan: بلیت برگشت - billet de retour), éd. Markaz, Téhéran, 2019  (ISBN 9789642134250).

En français :
- Contribution à la préparation (article d’introduction et traduction de nouvelles) du numéro spécial de la NRF dédié à la littérature persane, n° 568, janvier 2004  (ISBN 9782070734887)[11].
- Les Écrits des enfants de la guerre, des Pays-Bas à l’Iran, en passant par la Bosnie et l’Irlande, Éditions universitaires européennes (Omniscriptum), 2011  (ISBN 9786131566417).
- Amours persanes. Anthologie de nouvelles iraniennes contemporaines, éditions Gallimard, collection Du monde entier[12], mars 2021. Elle en a rédigé l’introduction et l’une de ses nouvelles y figure[13],[14].
- Je ne suis pas un roman, Tropismes éditions[15], 2022  (ISBN 9782493823021)[16],[17],[18],[19].
- "Iran. La poésie, bande originale des révoltes populaires", revue Orient XXI, décembre 2023[20].
- "Un fil invisible relie nos âmes et nos destins", correspondance avec Mikhaïl Chichkine, revue Kometa, janvier 2024[21].
- La Chouette et le jardin, Panorama de la littérature iranienne en France, Utopiran, 2024  (ISBN 9782366125047)

## Distinctions
2009: Sa recherche sur les enfants de la guerre a été distinguée par The Foundation for Iranian Studies (en) (Maryland, États-Unis) comme l’une des trois meilleures thèses de l’année 2008.
2018: le prix Haft Eghlim pour Mémoires d’un menteur (khaterat e yek dorooghgoo), publié en Iran 
2019: la mention spéciale du prix Mehregan, pour Mémoires d’un menteur, Markaz, Téhéran.
2023: la mention spéciale du prix Mehregan pour son roman Billet retour (belit e bargasht), Markaz, Téhéran.
2023: le prix littéraire des étudiants de Sciences Po pour Je ne suis pas un roman, Tropismes éditions, 2022 .